# Zelotes soulouensis
Zelotes soulouensis är en spindelart som beskrevs av FitzPatrick 2007. Zelotes soulouensis ingår i släktet Zelotes och familjen plattbuksspindlar. Inga underarter finns listade i Catalogue of Life.